# Артистичне плавання на Чемпіонаті Європи з водних видів спорту 2022 — змішаний дует, довільна програма
Змагання з артистичного плавання у довільній програмі змішаних дуетів на Чемпіонаті Європи з водних видів спорту 2022 відбулись 13 серпня.

## Результати[3]
| Місце | Країна     | Спортсмени                         | Оцінка  |
| ----- | ---------- | ---------------------------------- | ------- |
| 1     | Італія     | Джорджо Мінізіні Лукреція Руджеро  | 89.7333 |
| 2     | Іспанія    | Емма Гарсія Пау Рібес              | 84.7667 |
| 3     | Словаччина | Йожеф Солімосі Сільвія Солімосьова | 77.0333 |
| 4     | Німеччина  | Фрітьоф Зейдель Мішелль Ціммер     | 74.7667 |
| 5     | Бельгія    | Ренод Барраль Ліза Індженіто       | 73.7333 |